# Chillagoe Airport
Chillagoe Airport är en flygplats i Australien. Den ligger i kommunen Tablelands och delstaten Queensland, omkring 1 400 kilometer nordväst om delstatshuvudstaden Brisbane.
Trakten runt Chillagoe Airport är nära nog obefolkad, med mindre än två invånare per kvadratkilometer.. Närmaste större samhälle är Chillagoe, nära Chillagoe Airport. 
Omgivningarna runt Chillagoe Airport är huvudsakligen savann. Genomsnittlig årsnederbörd är 981 millimeter. Den regnigaste månaden är mars, med i genomsnitt 210 mm nederbörd, och den torraste är augusti, med 6 mm nederbörd.